# 林芳太郎
林 芳太郎（はやし よしたろう、1889年10月3日 - 1963年6月8日）は、日本の陸軍軍人。最終階級は陸軍中将。

## 経歴
京都府出身。1909年（明治42年）5月、陸軍士官学校（21期）を卒業。同年12月、歩兵少尉任官。
1936年（昭和11年）8月、歩兵大佐に昇進し第10師団司令部付（第六高等学校配属将校）となる。1937年（昭和12年）12月、第17碇泊場司令官に就任し、1938年（昭和13年）7月、歩兵第37連隊長に異動。
1939年（昭和14年）8月、陸軍少将に進級し東京陸軍幼年学校付となる。1940年（昭和15年）3月、大阪陸軍幼年学校長に就任し、1941年（昭和16年）3月、北支那方面軍隷下の独立混成第7旅団長となり日中戦争に出征した。
1942年（昭和17年）8月、陸軍中将に進み第110師団長に親補され、引き続き中国の諸作戦に従軍。1944年（昭和19年）7月、近衛第3師団長に親補された。1945年（昭和20年）5月、東部軍管区付となり終戦を迎えた。
1947年（昭和22年）11月28日、公職追放仮指定を受けた。

## 栄典
位階
- 1910年（明治43年）2月21日 - 正八位[2]
- 1913年（大正2年）4月21日 - 従七位[3]
- 1918年（大正7年）5月20日 - 正七位[4]
- 1923年（大正12年）7月31日 - 従六位[5]
- 1928年（昭和3年）9月1日 - 正六位[6]

勲章等
- 1940年（昭和15年）8月15日 - 紀元二千六百年祝典記念章[7]